# Parallelia euryleuca
Parallelia euryleuca là một loài bướm đêm trong họ Erebidae.